# Teràpia neural
La teràpia neural és una forma de medicina alternativa que consisteix en l'aplicació d'injeccions d'un anestèsic local, en baixa concentració i petites quantitats, en determinades regions del cos, tant amb finalitats terapèutiques (no anestèsiques) com diagnòstiques.
L'objectiu d'aquesta teràpia és eliminar càrregues patològiques del sistema nerviós mitjançant l'aplicació d'un estímul inespecífic, amb la finalitat que l'organisme s'autoreorganitzi i busqui, d'aquesta manera, el seu centre fisiològic.
El substrat anatòmic de la teràpia neural són el sistema nerviós vegetatiu, principalment el simpàtic, i el sistema bàsic (matriu extracel·lular). Aquests conformen, juntament amb altres factors, la capacitat d'adaptació de la persona. A mesura que es van acumulant càrregues físiques (intervencions quirúrgiques, cicatrius de cirurgies, infeccions, processos inflamatoris, patologia regió buco-dental….), càrregues emocionals, ambientals, dietètiques… la capacitat autoreguladora va disminuint fins que arriba un moment en què un últim esdeveniment (segon cop segons Speransky) acaba per provocar un bloqueig en aquesta capacitat d'adaptació: l'organisme ja no és capaç d'autoregular-se i apareix el símptoma. Dues persones poden consultar pel mateix símptoma, però el camí que han recorregut fins a arribar-hi ha estat totalment diferent. La teràpia neural pretén donar un impuls al sistema (punxada), i d'altra banda, esborrar les memòries patològiques que estan interferint el procés d'autorregulació (anestèsic local en baixa concentració).

## Història
L'ús d'anestèsics locals amb finalitats terapèutiques (no anestèsiques) el podríem situar en autors com Spiess (otorrinolaringòleg, L'efecte curatiu dels anestèsics, Alemanya, 1902), Vischnevsky (cirurgià, El bloqueig novocaínic [procaínic] com a mode terapèutic, URSS, 1906) i Leriche (cirurgià, Tractament de migranya amb rentada de l'artèria temporal amb novocaïna, França, 1920) immersos en una època de gran estudi del sistema nerviós amb altres autors com Paulov, Bykov, Ramón y Cajal, Speransky, Head, etc. El patòleg alemany Gustav Ricker, durant la seva direcció de l'Institut de Patologia de Magdeburg (1906-33), utilitzà el concepte de "patologia relacional". Ricker, amb els seus múltiples experiments en animals, demostrà que l'estímul patològic que porta a la cèl·lula a emmalaltir no ha d'afectar forçosament de forma primària la cèl·lula, sinó que pot afectar primerament el simpàtic. La cèl·lula és el substrat en què es manifesten els canvis resultants d'una irritació del vegetatiu. La relació entre estímul, vegetatiu, sistema vascular, sang, interstici i òrgan parenquimatós és el complement decisiu a la "patologia cel·lular". En aquest context històric, els germans metges Ferdinand i Walter Huneke (Alemanya) comprovaren en 1925 l'efecte terapèutic dels anestèsics locals i desenvoluparen un mètode de tractament local i segmental. Van publicar en 1938 les seves experiències sota el títol Desconegudes reaccions a distància dels anestèsics locals. Ferdinand Huneke va veure desaparèixer de sobte la migranya de la seva germana, tan resistent fins llavors a diversos tractaments rebuts, en injectar-li Atophanil endovenós (un fàrmac antirreumàtic), de la mateixa manera van desaparèixer totes les manifestacions addicionals, inclòs el seu estat depressiu. No es tractava d'una simple supressió anestèsica del dolor ni d'un efecte suggestiu. Juntament amb el seu germà Walter, descobrí la causa del sorprenent efecte: l'Atophanil es fabricava de dues maneres, per a injecció intravenosa i per a aplicacions intramusculars amb una mica de procaïna per a mitigar el dolor. Per error, Ferdinand injectà a la vena de la seva germana l'ampolleta per a aplicació muscular. En una altra ocasió, Ferdinand injectà a una pacient amb fortes cefalees i amb unes venes molt dolentes, una mica de procaïna paravenosa, aconseguint el mateix efecte que si l'hagués injectat a la vena. Va deduir que no podia ésser el resultat d'una reabsorció procaïnica en el vas sanguini. La rapidesa de les reaccions, també en injeccions fora de la vena, els va dur a pensar en processos elèctrics que corrien d'alguna manera per vies nervioses - vegetatives.
En 1940 els germans Huneke descobreixen l'efecte suprasegmentari dels focus i camps interferents. Des de llavors, aquesta teràpia s'ha aplicat en una gran varietat de patologies, agudes i cròniques, especialment en casos de dolor. Actualment a la Universitat de Berna (Suïssa) trobem l'única Càtedra de Teràpia Neural i a diferents universitats (Heidelberg, Barcelona, Bogotà, Mèxic...) es cursen estudis per a postgraduats. Al Col·legi Oficial de Metges de Barcelona s'hi pot trobar un Grup de Metges de Teràpia Neural.

## Bases neurofisiològiques

### Fisiopatologia del dolor i teràpia neural
En el procés nociceptiu sempre hi està implicat el sistema nerviós simpàtic. Els successos nociceptius, independentment de si es perceben o no com dolor, sempre desencadenen una resposta reflectida. Aquesta s'explica per diverses vies reflexes: cuti-visceral, viscero-cutània, viscero-somatomotora, etc. Aquesta resposta reflectida intervinguda pel simpàtic s'expressa amb trastorns circulatoris, augment de la turgència cutània, hiperalgèsia de determinades estructures, alteració de la regulació de l'òrgan intern corresponent a aquesta metàmera, així com un augment del to muscular. Les aferències nociceptives de tots aquests sistemes (pell, musculatura, òrgan intern) convergeixen a la mateixa cèl·lula de l'asta posterior de la medul·la espinal. La següent connexió té lloc de manera divergent: simultàniament a través de l'asta lateral al simpàtic (i des d'aquí, de nou, als tres sistemes: òrgan intern, pell, musculatura) així com a través de l'asta anterior a la musculatura esquelètica i a l'encèfal. D'aquesta manera, sempre s'exciten de forma simultània nuclis simpàtics i somatomotors.
En el procés dolorós s'arriba a un cercle viciós a través d'aquestes estructures esmentades. Els successos inflamatoris que es desencadenen després del dany tissular es reforcen en tant el simpàtic allibera neuropèptids inflamatoris per les seves terminacions nervioses. La inflamació disminueix el llindar d'excitació dels nociceptors i recluta simultàniament nociceptors adormits a la perifèria (sensibilització perifèrica). El cercle viciós es reforça en tant que el simpàtic, en determinades circumstàncies, pot connectar-se a aferències nociceptives a la perifèria (acoblament simpàtic-aferent). Tots aquests successos poden dur a una sensibilització central: en dolors persistents es veurà sensibilitzat el sistema nociceptiu a nivell medul·lar o del tronc de l'encèfal. Fibres gruixudes, mielinitzades, ara poden connectar-se al sistema nociceptiu central (neuroplasticitat). L'acoblament simpàtic-aferent així com la neuroplasticitat provoquen múltiples interaccions en el cercle viciós del procés dolorós.

### Teoria del Gate-Control segons Melzack i Wall
La teoria del Gate-Control segons Ronald Melzack i Patrick David Wall es tracta del “control de l'entrada” de les aferències, abans que aquestes estableixin la sinapsi amb les cèl·lules de transmissió a l'asta posterior de la medul·la espinal. L'objectiu de la teràpia és tancar la porta, perquè no entrin els estímuls nociceptius i no arribin a l'asta posterior.

### Piezoelectricitat
La substància bàsica conté col·lagen com dipol elèctric. El 1974 Athenstaedt demostrà que els estímuls mecànics del col·lagen es convertien en senyals elèctrics i aquestes es distribueixen per tota la substància bàsica. Això seria un possible mecanisme per a una ràpida conducció d'informació per l'organisme. Aquest canvi de pressió amb els resultants senyals elèctrics també s'aconsegueix amb la punxada de l'agulla.

### Efecte inhibitori de la inflamació dels anestèsics locals
Cassuto va poder mostrar el 2006 que els anestèsics locals tenen un efecte inhibidor de la inflamació. Tenen un efecte sobre la síntesi i alliberació de mediadors de la inflamació. Una inhibició de la secreció de prostaglandines mitjançant l'aplicació tòpica d'anestèsics locals es va poder mostrar en animals amb cremades a la pell.

### Reflex inflamatori
Tracey va descriure un reflex inflamatori del sistema nerviós vegetatiu. Aquest regula de manera reflexa la resposta inflamatòria i immunològica de l'organisme. D'aquest treball i dels experiments de Speransky podem deduir que un sistema nerviós irritat, com ho són, per exemple, els camps interferents, pot originar un procés inflamatori (“d'etiologia desconeguda”) i iniciar cascades inflamatòries com a les malalties autoimmunes.

## Teràpia neural local i segmentària
Experimentalment s'ha vist que mitjançant la infiltració repetida d'anestèsics locals (en baixes concentracions i en petites quantitats) en els teixits en els quals hi ha una irritació, s'aconsegueix una “dessensibilització” (interrupció del cercle viciós). Així es poden aconseguir millores en processos dolorosos, trastorns funcionals i inflamatoris.
Teràpia neural local: injecció de l'anestèsic local directament en l'estructura dolorosa, com per exemple en els punts gallet, les insercions tendinoses doloroses, els nervis perifèrics, etc.
Teràpia neural segmental: injeccions epidèrmiques en les zones de Head, en les zones reflexes dels òrgans en la pell (reflexos víscero-cutani i cuti-visceral), en les proximitats de ganglis vegetatius, etc.

## Teràpia neural del camp interferent
El 1940 va acudir al consultori de Ferdinand Huneke una dona amb una bursitis d'espatlla dreta que es resistia a tots els tractaments. Basats en la concepció que l'origen podia ser un focus infecciós que provoqués bacterièmia, li van treure les dents amb infeccions i li extirparen les amígdales. Huneke va fer el que estava practicant aquells darrers anys, una teràpia neural de segment: li injectà Impletol (procaïna + cafeïna) intravenós al costat malalt, col·locà pàpules al voltant de l'articulació de l'espatlla, injectà peri i intra-articular i, com no millorava, li va injectar també en el gangli estrellat. Aquesta actuació havia estat efectiva en la majoria de casos similars, però aquesta senyora no va sentir cap millora.
La senyora va tornar un parell de setmanes després per què li va aparèixer una inflamació bastant dolorosa en la zona pretibial esquerra, just on hi havia la cicatriu d'una osteomielitis que havia patit feia 35 anys. Ja que no va poder fer res per la meva espatlla, potser em podrà ajudar amb la meva cama, li va dir la pacient a Huneke. Aquest li aplicà unes pàpules a la cicatriu i de sobte desaparegueren els dolors de l'espatlla de l'altre costat del cos, d'una manera tan total que la pacient, després d'anys d'immobilitat, movia sorpresa el braç en totes les direccions. No tinc el més mínim dolor, exclamava.
Després d'aquesta única sessió sobre la cicatriu de l'antiga osteomielitis a la cama esquerra, va quedar sense dolor i amb perfecta mobilitat l'espatlla dreta, amb efecte permanent.

### Camp interferent
Un nervi amb una irritació permanent o amb el record d'ella, pateix el que s'ha anomenat parabiosi, els principis de la qual estan postulats al Text Book of Phisiology del neuròleg rus Bykov. A la vegada, Wedensky, un altre neurofisiòleg rus, observà que en modificar un teixit nerviós per efecte d'irritants (solució salina, corrent elèctric fort, escalfament, pressió mecànica, etc.), aquest perd les seves propietats funcionals d'excitabilitat i conductibilitat i plantejava que quan l'estat de parabiosi és completament desenvolupat, ell mateix es converteix en refractari per a noves estimulacions i generador de nous estímuls, podríem dir que s'aboca soroll a la xarxa nerviosa i la desestabilitza. Un camp interferent és qualsevol irritació crònica (infecció, cicatriu, inflamació, etc.) d'una determinada estructura de l'organisme, la majoria de vegades asimptomàtica, des d'on emergeixen impulsos electromagnètics patològics que alteren la modulació i la freqüència de la informació en el sistema nerviós vegetatiu i provoquen processos patològics (malaltia) en altres parts de l'organisme. Camps interferents freqüents són: alteracions patològiques de la regió buco-dental, inflamacions cròniques de les amígdales o sinus paranasals, determinades cicatrius, infeccions de repetició (amigdalitis, otitis, sinusitis, cistitis, prostatitis, etc.). Sovint els CI són quasi evidents: mals de cap (o migranyes) que apareixen després d'una intervenció quirúrgica o cap als 18 anys, quan comencen a sortir els queixals del seny; al·lèrgies i asma en persones que van patir moltes amigdalitis en la seva infància; cansament, ansietat o depressió que s'inicia després d'una cesària; dolors lumbars i ciàtiques en persones amb cicatrius abdominals (per intervencions d'apèndix, hèrnia, matriu, laparoscòpia…); etcètera.

### Teràpia neural del camp interferent
El cirurgià francès René Leriche, reportà 10 anys abans que Huneke haver vist desaparèixer dolors llunyans després d'anestesiar una cicatriu. La infiltració d'un anestèsic local en un campo interferent (sospitat) interromp la irritació simpàtica, tant aferent com eferent, durant un breu lapse de temps. A més, provoca una hiperèmia del lloc de la injecció, amb la consegüent millora de la perfusió tissular. Tot això pot portar a la normalització de la funció alterada, així com interrompre el procés dolorós o inflamatori existent.

## Odontologia neurofocal
La boca no està aïllada de la resta del sistema, sinó que es relaciona amb la resta de parts i a més ho fa amb unes característiques molt peculiars:
- Qualsevol irritació a la boca pot veure ampliada la seva repercussió per la gran quantitat de vegades que masteguem per dia i a què està sotmesa a la força del múscul més potent del cos, el masseter.
- Té una gran riquesa d'innervació del nervi trigemin i de fibres simpàtiques.
- Es relaciona amb altres parells cranials i amb nervis viscerals.
- Els canalicles de la dentina contenen els elements integrants de la substància bàsica.

Alguns dels possibles focus d'irritació que poden provocar un camp interferent des de les dents són:
- Dents de llet que no han caigut, dents retingudes.
- Paradentosis.
- Infeccions (pulpitis, osteïtis…).
- Dents desvitalitzades.
- Restes radiculars.
- Cicatrius d'exodòncies o altres.
- Tractaments odontològics (endodòncies, implants…).
- Tumoracions (quists, granulomes…)
- Malposicions dentàries, mala oclusió.
- Ortodòncia.
- Presència simultània de diversos metalls, amalgames.

¿Com localitzar aquests focus d'irritació a la boca?
El més important és començar amb el més bàsic: La història de vida de la persona, l'exploració visual i la palpació manual minuciosa. L'exploració radiogràfica (especialment l'ortopantomografia) resulta fonamental en moltes ocasions. La cinesiologia i l'electroacupuntura de Voll poden ser uns tests per detectar focus irritatius, depenent de l'experiència professional de qui els aplica. L'anomenada prova de Huneke consisteix a aplicar unes gotes de procaïna en el possible focus d'irritació neural, i en cas d'apreciar una millora immediata de la simptomatologia relacionada amb aquest focus queda bastant clara la seva relació, però en cas de no ser així, queda la sospita que sigui un fals negatiu, car a vegades la injecció de procaïna en el focus no és suficient per a desinterferir, ni tan sols temporalment, aquesta irritació neural que requereix un tractament odontològic conscient i coherent amb aquesta visió.

## Contraindicacions
La principal contraindicació és l'al·lèrgia a la pocaïna o a l'anestèsic local que es faci servir. Sempre és millor realitzar abans un simple test d'al·lèrgia poc abans de començar el tractament i utilitzar un altre tipus d'anestèsic local en cas que sigui necessari.
A causa de la interacció en els seus mecanismes d'eliminació, no s'aconsella l'ús de la procaïna en els pacients que estan prenent sulfamides. Cal esperar que acabin el tractament d'aquest antibiòtic. Les punxades més profundes estan contraindicades en els casos de les persones amb alteracions de la coagulació sanguínia, sigui per malaltia o per què prenen fàrmacs descoagulants. A causa de la finura de les agulles que s'utilitzen, no hi ha problema en fer les punxades més superficials.

## Reaccions i complicacions en el tractament
En alguns casos, hi ha un empitjorament inicial dels símptomes, que generalment cedeixen sols en uns dies. En aquest cas és millor beure força aigua i fer una dieta simple i depurativa per ajudar l'organisme a netejar i drenar els teixits. Amb el temps es podrà valorar si aquesta reacció va ser el que en medicina naturista es coneix com a crisi curativa.
De vegades es dona una reacció inflamatòria o dolorosa a la zona punxada, en aquests casos aconsellem l'aplicació local d'una tovalloleta mullada amb aigua calenta (no estoreta elèctrica), ja que solen ser molt eficaços en relaxar els teixits i dilatar els vasos.